# Карась (подводная лодка)
Подводная лодка «Карась» — российская подводная лодка, вторая в серии из трёх подводных лодок, построенных в 1904—1906 годах в Германии по проекту «E» (тип «Карп»).

## История
Вторая подводная лодка немецкого типа «Е» была заложена в мае — июне 1904 года на верфи Дойче Верфт АГ в городе Киль, Германия, под заводским номером 110. 30 мая 1906 года корабль был спущен на воду. Со 2 ноября 1906 года по сентябрь 1907 года проходила приёмо-сдаточные испытания. 10 сентября лодка вступила в строй, при условии устранения за счёт немецкой стороны длинного перечня недостатков уже на территории России. В октябре 1907 года лодка пришла в Либаву. Зимой 1906 — 1907 годов подводная лодка получила наименование «Карась». 23 октября 1907 года при пробном погружении лодка набрала воды в керосиномоторы и легла на дно на глубине 30 метров, а от попадания солёной воды на аккумуляторы произошёл взрыв образовавшихся паров хлора. После отсоединения аварийных килей лодке удалось всплыть. Жертв не было. 
22 апреля — 4 мая 1908 года лодка по железной дороге была доставлена в Севастополь, где вошла в состав Отдельного дивизиона подводных лодок Черноморского флота и использовалась для целей Учебного отряда подводного плавания. 
13 сентября 1910 года подводная лодка «Карась» столкнулась с паровым катером «Синоп», возвращавшимся с Графской пристани с провизией. Катер затонул, на нём погиб матрос.
В 1911 году на лодке были установлены два торпедных аппарата системы Джевецкого, одна из цистерн прочного корпуса была приспособлена под продувание воздухом высокого давления. 
До 1917 года лодка служила в составе Черноморского флота, принимала участие в Первой мировой войне, выходя на патрулирования берегов Крыма.
В 1918 году была захвачена интервентами Антанты, 26 апреля 1919 года затоплена близ Севастополя.

## Командиры
- 1907 — 1909: лейтенант Бабицын Михаил Андреевич
- 1909 — 1911: лейтенант Феншоу Лев Константинович
- 1911 — ?: лейтенант Паруцкий Михаил Васильевич
- 1915: лейтенант Зарубин Николай Александрович